# 欧希莱塞丹
欧希莱塞丹（法語：Auchy-lès-Hesdin，法語發音：[oʃi lɛz‿edɛ̃]，意为“埃丹附近的欧希”）是法国上法蘭西大區加来海峡省的一个市镇，属于蒙特勒伊区。

## 地理
欧希莱塞丹（50°23'51"N, 2°6'8"E）面积9.61 平方千米，位于法国上法蘭西大區加来海峡省，该省份为法国北部沿海省份，西北濒北海，南至索姆省，东临北部省。
与欧希莱塞丹接壤的市镇（或旧市镇、城区）包括：阿赞库尔、勒帕尔克、罗朗库尔、旧埃丹、瓦曼、贝阿朗库尔、弗雷桑。
欧希莱塞丹的时区为UTC+01:00、UTC+02:00（夏令时）。

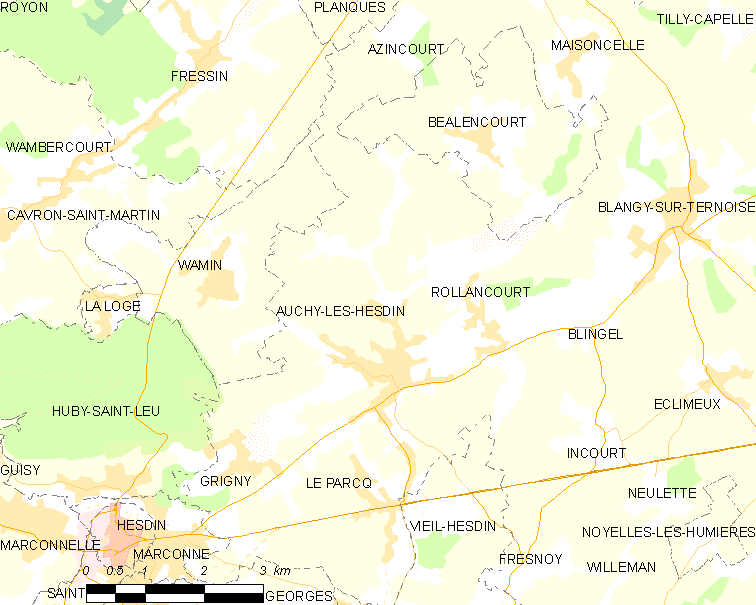
欧希莱塞丹的OSM定位图

## 行政
欧希莱塞丹的邮政编码为62770，INSEE市镇编码为62050。

## 政治
欧希莱塞丹所属的省级选区为欧克西堡县。

## 人口

1962-2008年间欧希莱塞丹人口变化图示

欧希莱塞丹于2022年1月1日时的人口数量为1517人。